# Axonopus deludens
Axonopus deludens är en gräsart som beskrevs av Mary Agnes Chase. Axonopus deludens ingår i släktet Axonopus och familjen gräs. Inga underarter finns listade i Catalogue of Life.